# Перистерион
Перисте́рион (греч. Περιστέριον ή Περιστέρι) — город в Греции, западный пригород Афин. Расположен на высоте 50 метров над уровнем моря, между рекой Кифисосом и горой Эгалео, в 24 километрах к северо-западу от Афинского международного аэропорта «Элефтериос Венизелос» и в 5 километрах к северо-западу от центра Афин, площади Омониас. Является административным центром одноимённой общины (дима) (Δήμος Περιστερίου) в периферийной единице Западных Афинах в периферии Аттике. Население — 139 981 житель по переписи 2011 года. Является седьмой по населению общиной в Греции. Площадь общины — 10,05 квадратного километра. Плотность — 13 928,46 человека на квадратный километр. Димархом на местных выборах 2014 года избран Андреас Пахатуридис (Ανδρέας Παχατουρίδης).
По юго-восточной окраине города проходит автострада 1 Пирей — Афины — Салоники — Эвзони, часть европейского маршрута E75. По юго-западной окраине города проходит проспект Атинон, часть национальной дороги 8. В городе три станции афинского метрополитена — «Антуполи», «Перистери» и «Айос-Андониос».
В Перистерионе базируется футбольный клуб «Атромитос».

## Население
| Год  | Население, человек |
| ---- | ------------------ |
| 1991 | 141 971            |
| 2001 | 146 743            |
| 2011 | ↘ 139 981          |

## Города-побратимы
- Болгария, Русе
- Румыния, Яссы